# Саркосцифа австрийская
Саркосцифа австрийская, или «алая эльфова чаша» (лат. Sarcoscypha austriaca) — вид сумчатых грибов рода Саркосцифа (Sarcoscypha).
Малоизвестный съедобный гриб низкого качества. Мякоть хрящеватая и немного жестковатая на вкус. Перед приготовлением грибы обязательно отваривают в подсоленной воде.

## Ареал
Произрастает в Европе и Северной Америке.
Вероятно, наиболее распространенный вид в умеренном поясе Европы.
В Москве, Санкт-Петербурге, Эстонии и Финляндии на данный момент обнаружен только этот вид, и не найдены Саркосцифа алая и Sarcoscypha jurana, которые на глаз неотличимы от Саркосцифы австрийской и потому требуют исследования под микроскопом.
Южнее Москвы в зоне широколиственных лесов и далее на юг попадаются образцы других саркосциф.

## Местообитание
Саркосцифа австрийская растёт в лесах и парках на земле, богатых гумусом, на мхе, гниющей древесине, прелых листьях или на корневой гнили. Предпочитает иву и клён. Этот вид единственный из саркосциф замечен на опавших ветках ольхи. 
Плодовые тела появляются ранней весной сразу после таяния снега. В Северо-Западном регионе США — с начала апреля до середины мая (при благоприятной для её роста погоде). В Подмосковье также обычно растёт с начала апреля до середины мая. В благоприятных условиях единично может появляться и в марте. При позднем начале зимы отдельные плодовые тела могут появиться в конце ноября — начале декабря.

## Описание
Плодовое тело — Шляпка 1—5 см шириной, 0,5—2 см высотой с слегка завернутым внутрь краем, ярко-красная с почти белым краем.
Ножка до 5 см высотой, 4—6 мм толщиной, сужающаяся к низу. 
Мякоть плотная, беловатая, водянистая, без особого вкуса и запаха.